# Marcha Eslava

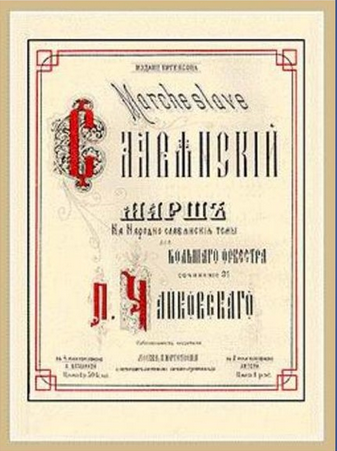
Página de título da partitura da edição vitalícia da Marcha Eslava de Pyotr Ilyich Tchaikov

A Marche Eslava em B bemol menor, Op. 31 (também conhecida pelo seu nome em francês Marche Slave), é uma orquestra de Piotr Ilitch Tchaikovski. 
Em junho de 1876, a Sérvia encontrava-se em guerra com o império turco-otomano. A Rússia, que apoiava abertamente os sérvios - e em particular, Nikolai Rubinstein, amigo de Tchaikovski -, requereu que Tchaikovski compusesse uma peça orquestral a fim de auxiliar os sérvios feridos por meio de um concerto beneficente. Muitos russos simpatizaram com aqueles considerados companheiros eslavos e cristãos ortodoxos, enviando, a Rússia, soldados voluntários e apoio em geral aos sérvios.
Tchaikovski referia-se à peça como a "Marcha Russo-Sérvia", a qual seria conhecida mais tarde por "Marcha Eslava". A peça foi interpretada pela primeira vez em Moscovo, em 17 novembro 1876, por Nikolai Rubinstein, e obteve uma recepção calorosa do público. 

## Descrição
A marcha é muito programática na sua forma e organização. A primeira seção descreve a opressão dos sérvios pelos turcos. Utiliza-se, Tchaikovski, de duas canções sérvias. A primeira, "Сунце јарко, ne сијаш једнако", é interpretada desde o início, como designou Tchaikovski,  "com a velocidade de uma marcha fúnebre". A segunda canção tem caráter mais otimista. No episódio seguinte, que descreve as atrocidades cometidas nos Balcãs, Tchaikovski usa seu domínio sobre a orquestra para criar um clímax majestoso no ponto exato em que retorna a primeira canção, há um fortíssimo dos trumpetes, como que gritando por socorro . O clima tempestuoso desaparece, dando lugar a segunda parte. Há a modulação para o tom relativo, que descreve a reunião russa para ajudar os sérvios. Isto é baseado em uma melodia simples, com o carácter rústico de um desfile de dança ao redor da orquestra, até que finalmente dá-se lugar a uma declaração solene do hino nacional russo, Deus Salve o Czar. A terceira seção da peça é uma repetição de Tchaikovski do furioso clímax orquestral, reiterando o pedido de socorro da Sérvia. A última seção descreve o status de voluntários russos para ajudar os sérvios. Nesta última, constata-se um tom russo, desta vez na tônica do tom maior e uma mais quente versão de "Deus Salve o Czar", profetizando o triunfo da população eslava sobre a tirania. A abertura é completada por uma coda para a orquestra completa. 
A peça mantém algumas ligações com a Abertura 1812, com o qual é frequentemente associada na sua concepção. 

## Gravações notáveis
- Sir Adrian Boult realização da London Philharmonic Orchestra.
- Antal Dorati realização da Detroit Symphony Orchestra.
- Charles Dutoit condução da Orquestra Sinfônica de Montreal.
- Herbert von Karajan conduzindo a Filarmônica de Berlim.
- Fritz Reiner realização da Chicago Symphony Orchestra.
- Leopold Stokowski realização da London Symphony Orchestra.
- Neeme Jarvi realização dos Symfoniker Göteborgs

## Instrumentação
A marcha é tocada por duas flautas, dois flautins, dois oboés, dois clarinetes em Si, 2 fagotes, 4 trompas em Fá, 2 cornetas em Si , 2 trompetes em Si, 3 trombones (2 tenores, 1 baixo), uma tuba, três tímpanos, tarolas, címbalos, tambores, gongos e instrumentos de corda.

## Recorde no Guinness com a maior orquestra do mundo
Em 2021, a Venezuela recebeu o registo do recorde no Guinness da "maior orquestra do mundo", após conseguir pôr em cena 12.000 músicos, que interpretaram a Marcha Eslava de Tchaikovsky, marca alcançada no âmbito das orquestras El Sistema.